# World-Inline-Cup 2015
Der World-Inline-Cup 2015 wurde für Frauen und Männer an drei Stationen ausgetragen. Der Auftakt fand am 31. Mai 2015 in Rennes und das Finale am 20. Juni 2015 in Ostrava statt.

## Frauen

### Wettbewerbe
| WIC              | Ort     | Sieg                         | Platz 2                                  | Platz 3                     |
| ---------------- | ------- | ---------------------------- | ---------------------------------------- | --------------------------- |
| Class 1 31. Mai  | Rennes  | Juliette Pouydebat           | Aleksandra Goss                          | Clémence Halbout 2 APN AVON |
| Class 1 14. Juni | Dijon   | Guo Dan Arma Arena Geisingen | Katharina Rumpus Powerslide Matter World | Juliette Pouydebat          |
| Class 1 20. Juni | Ostrava | Juliette Pouydebat           | Aleksandra Goss                          | Kateřina Novotná            |

### Gesamt-Einzelwertung
| Rang | Name               | Team                    |
| ---- | ------------------ | ----------------------- |
| 1    | Juliette Pouydebat |                         |
| 2    | Aleksandra Goss    |                         |
| 3    | Katharina Rumpus   | Powerslide Matter World |

## Männer

### Wettbewerbe
| WIC              | Ort     | Sieg                                  | Platz 2                             | Platz 3                               |
| ---------------- | ------- | ------------------------------------- | ----------------------------------- | ------------------------------------- |
| Class 1 31. Mai  | Rennes  | Bart Swings Powerslide Matter World   | Ewen Fernandez EO Skates            | Martin Ferrie Pôle France Nantes      |
| Class 1 14. Juni | Dijon   | Bart Swings Powerslide Matter World   | Ewen Fernandez EO Skates            | Peter Michael Powerslide Matter World |
| Class 1 20. Juni | Ostrava | Peter Michael Powerslide Matter World | Bart Swings Powerslide Matter World | Jakob Ulreich                         |

### Gesamt-Einzelwertung
| Rang | Name           | Team                    |
| ---- | -------------- | ----------------------- |
| 1    | Bart Swings    | Powerslide Matter World |
| 2    | Peter Michael  | Powerslide Matter World |
| 3    | Ewen Fernandez | EO Skates               |